# Savignia kartalensis
Savignia kartalensis là một loài nhện trong họ Linyphiidae.
Loài này thuộc chi Savignia. Savignia kartalensis được Rudy Jocqué miêu tả năm 1985.